# Beat juggling
El beat juggling es la técnica dentro del turntablism o djing en la que se juega con los tiempos, ritmos y sonidos de los discos de vinilo, manipulando el tiempo y cambiando de uno a otro tocadiscos por medio del mezclador para, a partir de dos discos, generalmente iguales, crear un ritmo nuevo. Esto puede conllevar pausas, scratching, backspins y delays. 

## Historia
El beat juggling tiene sus raíces en el cutting, a través del cual se crea un loop con una pequeña porción de un beat utilizando dos copias del mismo disco. Esta técnica fue llevada a cabo por primera vez por Kool DJ Herc, y posteriormente refinada por DJs como Grandmaster Flash a comienzos de los 1980. Otros dos elementos fundamentlaes del beat juggling moderno son el "tapping" o "walking," donde el DJ tapa el disco entre sonidos de percusión, parándolo momentáneamente con el objeto de ralentizar el beat, o empujándolo para acelerarlo, y el "shuffling" o "strobing," donde el DJ crea un loop con dos discos en diferentes puntos del beat, literalmente remezclando el disco en directo al tocar nuevas combinaciones de sonidos de esos discos.
El término es una invención de los medios de comunicación, y no responde al nombre real dado por sus creadores. Juggling un beat meramente describe lo que se está haciendo. El inventor de la técnica, DJ Steve Dee de Harlem, NYC, se refería a ello simplemente como "The Funk" de un disco. La técnica fue refinada por el grupo de DJs X-Men, fundado por DJ Steve Dee, y que posteriormente se llamarían The X-Ecutioners.  

## Técnicas
- Looping
- Strobing
- Body Moves
- Carousel